# Chemin (topologie)
Pour les articles homonymes, voir Chemin (homonymie).

Points parcourus par un chemin de A à B dans R².

En mathématiques, notamment en analyse complexe et en topologie, un chemin est la modélisation d'une succession continue de points entre un point initial et un point final. On parle aussi de chemin orienté.

## Définitions
Soit X un espace topologique. On appelle chemin ou arc, sur X toute application continue {\displaystyle \gamma \,:\,[0,1]\rightarrow X}.
Le point initial du chemin est γ(0) et le point final est γ(1). Ces deux points constituent les extrémités du chemin. Lorsque A désigne le point initial et B le point final du chemin (cf. figure ci-dessus), on parle alors de « chemin reliant A à B ».
Il faut noter qu'un chemin n'est pas seulement un sous-ensemble de X qui « ressemble » à une courbe, mais il comprend également un paramétrage. Par exemple, les applications {\displaystyle f(x)=x} et {\displaystyle g(x)=x^{2}} représentent deux chemins différents de 0 à 1 sur la droite réelle R. De la même manière, si nous considérons une lemniscate de Bernoulli, elle peut être "parcourue" de deux manières différentes, alors que la lemniscate en tant qu'ensemble est la même dans les deux cas. Si {\displaystyle n\in {\mathbb {Z}},\varepsilon _{n}:[0,1]\rightarrow {\mathbb {C}},t\mapsto e^{2\pi int},\varepsilon _{n}([0,1])} est le cercle unité tout entier, mais tout point de ce cercle est obtenu pour |n| valeurs distinctes de t; on dit encore que {\displaystyle \varepsilon _{n}} est le "cercle unité parcouru {\displaystyle n} fois".
L’ensemble des chemins sur X forme un espace topologique avec une fibration sur X.
Un lacet sur X est un chemin dont les deux extrémités sont identiques. En particulier, si {\displaystyle \gamma } est constante, {\displaystyle \gamma ([0,1])} est réduit à un seul point("chemin constant").
Un espace topologique sur X dans lequel deux points quelconques sont toujours reliés par un chemin est dit connexe par arcs. Tout espace peut être décomposé en un ensemble de composantes connexes par arcs. L'ensemble des composantes connexes par arcs d'un espace X est souvent noté {\displaystyle \pi _{0}(X)}.

## Homotopie des chemins

Une homotopie entre deux chemins.

Les chemins et les lacets sont des sujets centraux d'étude pour la branche de la topologie algébrique appelée théorie de l'homotopie. Une homotopie de chemins rend précise la notion de déformation continue d'un chemin en laissant fixes les extrémités.
En bref, une homotopie de chemins dans X est une famille de chemins {\displaystyle f_{t}:[0,1]\rightarrow X} indexée par {\displaystyle [0,1]} telle que
- {\displaystyle f_{t}(0)=x_{0}} et {\displaystyle f_{t}(1)=x_{1}} sont fixés ;
- l'application {\displaystyle F:[0,1]\times [0,1]\rightarrow X} définie par {\displaystyle F(s,t)=f_{t}(s)} est continue.

Les chemins {\displaystyle f_{0}} et {\displaystyle f_{1}} reliés par une homotopie sont dits homotopes. On peut également définir une homotopie de lacets laissant le point de base fixe.
La relation d'homotopie est une relation d'équivalence entre les chemins dans un espace topologique. La classe d'équivalence du chemin f pour cette relation est appelée la classe d'homotopie  de f et est souvent notée {\displaystyle [f]}.

## Composition des chemins
On peut composer des chemins dans un espace topologique d'une manière évidente. Soient f un chemin de x à y et g un chemin de y à z. Le chemin fg est défini comme le chemin obtenu en parcourant d'abord f et puis en parcourant g :
{\displaystyle fg(s)={\begin{cases}f(2s)&0\leq s\leq {\frac {1}{2}}\\g(2s-1)&{\frac {1}{2}}\leq s\leq 1.\end{cases}}}
Évidemment, la composition des chemins est seulement définie lorsque le point final de f coïncide avec le point initial de g. Elle n'est pas associative, à cause des différences dans la paramétrisation. Cependant, elle est associative à homotopie près, c'est-à-dire que [(fg)h] = [f(gh)] (lorsque ces composés sont définis, c'est-à-dire lorsque le point final de f est égal au point initial de g et le point final de g au point initial de h). Les classes d'homotopie de chemins dans X forment ainsi un groupoïde, appelé le groupoïde de Poincaré de X et noté π(X).
Pour tout point x0 de X, le sous-groupoïde des classes d'homotopie de lacets basés en x0 est donc un groupe, appelé le groupe fondamental de X au point x0 et noté π1(X,x0).

## Chemins dans un espace vectoriel normé
Dans le cas où l'espace topologique X est un espace vectoriel normé, ou un espace affine associé à un espace vectoriel normé, on peut préciser la nature des chemins qui relient les points.
- Chemins rectilignes : un chemin est dit rectiligne s'il peut s'écrire {\displaystyle \gamma (t)=x+t{\vec {u}}} pour tout {\displaystyle t\in [0,1]}. Le vecteur {\displaystyle {\vec {u}}} est appelé vecteur directeur de {\displaystyle \gamma }. Le « support » du chemin (c'est-à-dire son image) est alors un segment de droite.
- Chemins polygonaux : un chemin est dit polygonal s’il s'écrit comme un composé d'un nombre fini de chemins rectilignes. Par exemple, un trajet dans Manhattan est un chemin polygonal.
- Chemins de classe {\displaystyle {\mathcal {C}}^{k}} : un chemin peut être de classe {\displaystyle {\mathcal {C}}^{k}} avec {\displaystyle k\in \mathbb {N} }. Par définition, tout chemin est continu et donc de classe {\displaystyle {\mathcal {C}}^{0}} ; mais on peut aussi avoir des niveaux de régularité supérieurs. Un chemin de classe {\displaystyle {\mathcal {C}}^{k}} avec {\displaystyle k\in \mathbb {N} ^{*}} est dit régulier si {\displaystyle \gamma '(t)\neq 0} pour tout {\displaystyle t\in [0,1]}. Un chemin régulier de classe {\displaystyle {\mathcal {C}}^{\infty }} est dit chemin lisse.